# Toledo (Antioquia)
Toledo è un comune della Colombia facente parte del dipartimento di Antioquia.
Il centro abitato venne fondato da un gruppo di coloni nel 1757, mentre l'istituzione del comune è del 1912.